# Redruth
Koordinaten: 50° 14′ N, 5° 14′ W

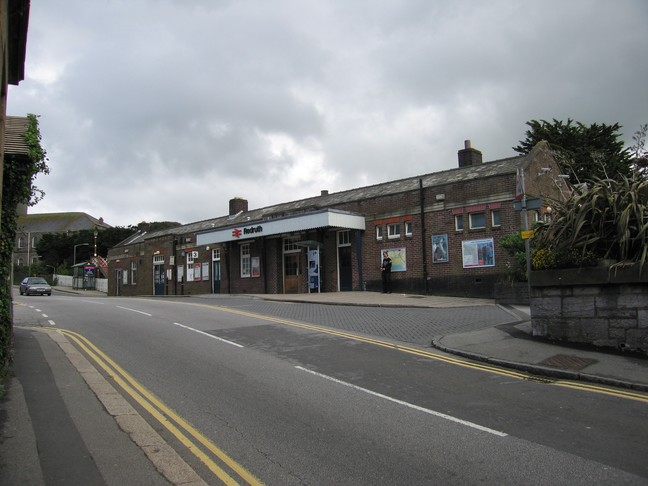
Bahnhof Redruth

Redruth (Kornisch: Rysrudh) ist eine englische Kleinstadt im Südwesten der Grafschaft Cornwall mit 12.352 Einwohnern (2001).

## Geografie
Redruth liegt ca. 13 Kilometer westlich von Truro und 8 Kilometer nordwestlich von Falmouth.

## Geschichte

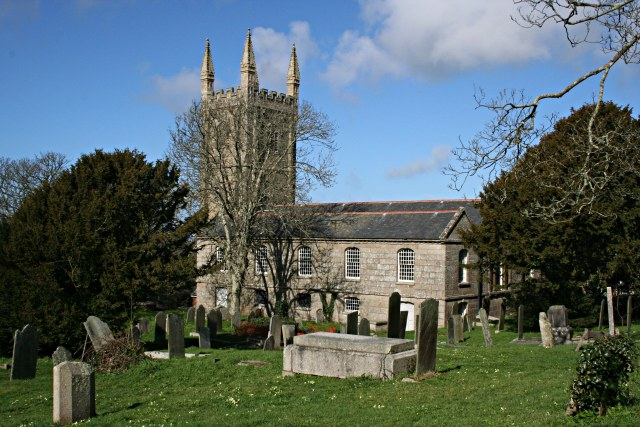
Die Kirche Sankt-Uny

Ursprünglich war Redruth eine unbedeutende Marktstadt, bis im 18. Jahrhundert eine stark gesteigerte Nachfrage nach Kupfererz einsetzte. Redruth war von Kupfererz-Lagerstätten umgeben. Doch das in den kornischen Zinnminen gewonnene Kupfererz war bis dahin meist ungenutzt geblieben.
Mit der einsetzenden industriellen Revolution änderte sich das, Kupfer wurde als Ausgangsmaterial für Messing ein gefragter Rohstoff. Das bei Redruth gewonnene Kupfererz wurde vor allem über den nahegelegenen kleinen Hafen Portreath verschifft.
Redruth stieg schnell zu einer der größten und reichsten Bergbaustädte Großbritanniens auf, die Einwohnerzahl wuchs rasch an. Die meisten Bergarbeiterfamilien profitierten allerdings nicht vom neuen Reichtum, sie blieben arm.
Gegen Ende des 19. Jahrhunderts wandelte sich Redruth von einer Markt- und Bergbaustadt in eine Wohn- und Handelsstadt. Großbritannien importierte den Großteil seines Kupfers aus dem Ausland, der Niedergang des kornischen Bergbaus setzte ein. Viele der Bergarbeiter wanderten in die neuen Bergbaugebiete Amerikas, Asiens, Australiens und Südafrikas aus. Die letzte Kupfermine Cornwalls, South Crofty bei Pool, wurde im März 1998 stillgelegt.

## Persönlichkeiten
Söhne und Töchter:
- Mick Fleetwood (* 1947), Rockmusiker, Mitbegründer von Fleetwood Mac
- Peter Humphry Greenwood (1927–1995), Ichthyologe
- Donald M. Thomas (1935–2023), Schriftsteller
- Benjamin Luxon (1937–2024), Sänger
- Alan Opie (* 1945), Bariton
- Claughton Pellew (1890–1966), Maler, Holzschnittkünstler und Radierer
- Kristin Scott Thomas (* 1960), Schauspielerin

Personen mit Beziehung zur Stadt:
- William Murdoch (1754–1839), einer der Erfinder der Gasbeleuchtung, lebte zeitweilig in Redruth.  Es wird berichtet, dass er ab 1792 sein Haus mit Gas beleuchtete.

## Trivia
- Die Sherlock Holmes Kurzgeschichte Teufelskralle handelt von einem eskalierten Erbstreit unter früheren Kupferminen-Besitzern aus Redruth.
- Aphex Twin benannte mehrere Tracks nach Sehenswürdigkeiten und Straßen in der Umgebung der Stadt. Das von ihm mitgegründete Plattenlabel Rephlex Records hatte seinen Sitz in Redruth.
- Luke Vibert benannte ein Album Chicago, Detroit, Redruth.
- Die Gemeinde Redruth verhängte 2008 zur Vorbeugung gegen Jugendkriminalität Ausgangssperren für Jugendliche unter 16 Jahren.